# Жозе Блегер
Жозе Блегер (на испански: José Bleger) е аржентински лекар, психиатър и психоаналитик.

## Биография
Роден е през 1923 година в Сантяго дел Естеро, Аржентина. През своята кариера изследва психотичните феномени. Членува в Аржентинската комунистическа партия и чете Карл Маркс. Учи психоанализа при Енрике Пишон-Ривиере.
През 1968 г. издава книга, озаглавена „Психоанализа и диалектически материализъм“ (Psicoanalisis y dialéctica materialista). Тази книга и описаната в нея теория повлияват много на Роналд Фейърбърн. Блегер също така обръща внимание и на шизофренията, аутизма, манията, меланхолията, перверзията, пристрастяването и психосоматичните болести.
Умира на 20 юни 1972 година в Буенос Айрес на 49-годишна възраст.